# Jolanta Rola
Jolanta Grażyna Rola – polska lekarka weterynarii, doktor habilitowany nauk weterynaryjnych, profesor Państwowego Instytutu Weterynaryjnego – Państwowego Instytutu Badawczego, specjalistka od higieny produktów pochodzenia zwierzęcego, mikrobiologii oraz ochrony zdrowia.

## Kariera naukowa
W 1984 roku na Akademii Rolniczej w Lublinie uzyskała tytuł lekarza weterynarii. W tym samym roku została zatrudniona w Państwowym Instytucie Weterynaryjnym – Państwowym Instytucie Badawczym, gdzie w 2002 roku uzyskała stopień doktora nauk weterynaryjnych na podstawie rozprawy pt. Występowanie Listeria monocytogenes w mleku surowym i jej przeżywalność podczas produkcji i przechowywania wybranych produktów mlecznych, której promotorem był Bolesław Wojtoń. W 2016 roku ten sam instytut nadał jej stopień doktora habilitowanego nauk weterynaryjnych na podstawie pracy pt. Występowanie gronkowców koagulazo-dodatnich i enterotoksyn gronkowcowych w mleku i produktach mlecznych. Badania biegłości jako element strategii zapewnienia jakości i bezpieczeństwa mleka i produktów mlecznych w Polsce.